# Визиндор
Визиндор (коми Визиндор) — село в Сысольском районе Республики Коми. Административный центр сельского поселения Визиндор. 

## География
Село находится на федеральной автодороге А123, на расстоянии 25 км к юго-западу от села Визинга, административного центра района.

### Часовой пояс
Село Визиндор, как и вся Республика Коми, находится в часовой зоне МСК (московское время). Смещение применяемого времени относительно UTC составляет +3:00.

## Население
| 1989 | 2002 | 2010 |
| ---- | ---- | ---- |
| 608  | ↘567 | ↘452 |